# Christopher Buehlman
Christopher Buehlman (Tampa, 1969) es un novelista, comediante, dramaturgo y poeta estadounidense.

## Trayectoria
Fue adoptado por Joseph y Christeen Buehlman y asistió a la Academia Thom Howard, una escuela para alumnos superdotados y con necesidades especiales, desde 1973 hasta 1982. En 1985, con dieciséis años, se graduó en el Northeast High School. Ese año asistió brevemente a la Universidad de Florida, y luego obtuvo su título de asociado en el St. Petersburg Junior College en 1989. Estudió Historia y Lengua Francesa en la Universidad Estatal de Florida, donde se licenció en 1994. Buehlman domina con total fluidez el francés y el español.

## Obra
Novela
- El ladrón de lengua negra (The Blacktongue Thief, 2021). Publicado en español por el sello Gamon de Trini Vergara Ediciones en 2022.[4]
- The Suicide Motor Club (2016).[5]
- The Lesser Dead (2014).[6]
- The Necromancer's House (2013).[7]
- Los del otro lado (Those Across the River, 2011). Publicado en español por Plaza & Janés en 2013.
- Between Two Fires (2012).[8]

Buehlman también ha participado en dos antologías de terror: Lost Highways: Dark Fictions From the Road (2018) y Howls from the Dark Ages (2022). 
Teatro
- The Last Neanderthals: A Paleolithic Comedy
- Hot Nights for the War Wives of Ithaka
- A Sodomite’s Christmas in Elizabethan London
- Vulgar Sermons

Poesía
- Bear Attacks
- Wanton
- Rapture
- Love Song for the Geminid Meteors

## Premios
- Premio Bridport de 2007 a mejor poesía ("Wanton")
- Nominado en el Premio Mundial de Fantasía de 2011 a mejor novela for best novel (Los del otro lado)[9]
- Nominado en los premios Shirley Jackson de 2014 a mejor novela (The Lesser Dead)